# Isole Alphonse
Le Isole Alphonse, dette anche Gruppo delle Alphonse (in francese Groupe Alphonse, in inglese Alphonse Group), sono un gruppo di piccoli atolli delle Seychelles.

## Geografia
Il Gruppo delle Alphonse sono localizzate a sud-ovest dell'Oceano Indiano, e fanno parte delle Isole Esterne delle Seychelles.
Mahé, l'isola principale delle Seychelles, si trova a 403 chilometri verso nord-est. L'isola abitata più vicina è l'Isola Marie Louise, mentre l'isola più vicina è l'Isola Desnœufs a 87 chilometri a nord entrambe appartenenti alle isole Amirante dove la principale isola è Desroches a 96 miglia.
Il gruppo si compone di due atolli separati per tre chilometri da un profondo canale: a nord si trova l'atollo Alphonse con al suo interno un'isoletta, mentre a sud l'atollo Saint-François il quale tiene al suo interno due piccoli isolotti.
| Nome                  | Superficie (km²) | Popolazione | densità (ab/km²) |
| --------------------- | ---------------- | ----------- | ---------------- |
| Atollo Alphonse       | 1,74             | 82          | 47,12            |
| Atollo Saint-François | 0,196            | 0           | 0                |
| Gruppo Alphonse       | 1,936            | 82          | 42,356           |

Sull'atollo Alphonse è presente l'Aeroporto di Alphonse, che è quotidianamente collegato in circa un'ora con l'isola Mahé.

## Storia
Il Gruppo delle Alphonse sono state scoperte il 28 gennaio 1730 della fregata francese Le Lys, anche se è probabile che siano state precedentemente visitate dagli africani o dai marinai arabi o indiani. Il nome così riprende quello del comandante francese Alphonse de Pontevès che poi chiamò l'altro atollo Saint-François in onore di San Francesco di Sales.

## Curiosità
- Il 27 febbraio 2012 ad una distanza di 20 miglia dal Gruppo delle Alphonse la nave crociera "Costa Allegra" s'è trovata, in seguito ad un incendio ai motori, in avaria e alla deriva[2]